# Лоу, Анни
Анни Лоу (англ. Annie Law; 1842, Карлайл — 12 января 1889, Уотсонвилл, Калифорния) — американский конхиолог XIX века британского происхождения. Открыла 11 видов и 1 род моллюсков, хотя не составила их формальных описаний.

## Биография
Родилась в 1842 году в Карлайле, Англия. Около 1850 её семья переехала в США и обосновалась в штате Теннесси.
После смерти родителей Анни жила в Калифорнии. Скончалась в она Уотсонвилле 12 января 1889 года.

## Конхиология
Лоу собирала моллюсков в горных районах Северной Каролины и Теннесси. Она состояла в переписке с Джеймсом Льюисом, который опубликовал труд, описывающий её находки, сделанные в реке Хольстон, а затем и другие работы, содержавшие описание открытых Анни видов. Вот их не претендующий на полноту список (два названы в честь учёной):
- Appalachina chilhoweensis, ранее известный как Helix chilhoweensis (Lewis, 1874[9])
- Helix lawii (Lewis, 1874[10])
- Pleurobema oviforme (Conrad, 1834), раньше назывался Unio lawi Lea, 1871[11]
- Vitrizonites latissima, ранее известный как Vitrina latissima (J. Lewis, 1874[9]). Высокогорный вид, обнаруженный на горе высотой 6600 футов (2000 м).
- Zonites acerra (Lewis, 1874[9])
- Zonites cerinoidea var. cuspidata (Lewis, 1875[12])
- Zonites lawii